# Zostera asiatica
Zostera asiatica är en bandtångsväxtart som beskrevs av Shigeru Miki. Zostera asiatica ingår i släktet bandtångssläktet, och familjen bandtångsväxter. Inga underarter finns listade.
Arten förekommer i norra Stilla havet vid kustlinjerna. Den registrerades i Japan, vid Koreahalvön, i östra Ryssland, i östra Kina och i sydvästra USA. Denna bandtång växer på havets botten, vanligen 10 till 15 meter under vattenytan. Populationen i Kalifornien kan vara introducerad. Zostera asiatica växer på sandig grund och den bildar flera små grupper.
Beståndet hotas av övergödning och av andra vattenföroreningar. Flera exemplar skadas under fiske med trålare. IUCN kategoriserar arten globalt som nära hotad.